# Aborto en Coahuila
La Interrupción Legal del Embarazo en Coahuila refiere al status legal que tiene la llamada ILE en ese estado mexicano, donde el aborto inducido está despenalizado de facto desde septiembre de 2021 (por la acción de inconstitucionalidad AI 148/2017 de la Suprema Corte de Justicia de la Nación) a petición de cualquier mujer o gestante en la entidad sin especificar claramente el límite máximo del embarazo; además de las causales de violación, imprudencial, daño a la salud, alteración al producto y fecundación asistida indebida.
Coahuila es la quinta entidad federativa en México en despenalizar el aborto, y la primera en hacerlo desde las jurisprudencias de 2021 y 2023 de la Suprema Corte de Justicia de la Nación (acciones de inconstitucionalidad AI 148/2017, AI 106/2018, AI 107/2018 y AI 54/2018; amparo en revisión AR 267/2023). La armonización de su Código Penal y Ley de Salud aún está pendiente por lo que se utilizan los lineamientos federales para subsanar los vacíos y lagunas jurídicas sobre diversos temas y protocolos.

## Marco normativo actual
|  |  |
|  |  |

### Regulación penal
| Artículo | Concepto                         | Descripción |
| -------- | -------------------------------- | --- |
| 195.º    | Definición de aborto.            | Muerte del producto de la concepción en cualquier momento del embarazo. |
| 196.º    | Sanciones por aborto consentido. | Gestante y colaborador: 1 a 3 años de prisión. (sanciones inválidas por sentencia AI 148/2017) de la SCJN. |
| 197.º    | Definición de aborto forzado.    | Interrupción del embarazo sin consentimiento de la mujer o la persona gestante en cualquier momento de la gestación. |
| 197.º    | Sanciones por aborto forzado.    | 3 a 8 años de prisión y multa sin cantidad específica (si se emplea violencia física o psicoemocional aumenta de 6 a 13 años de prisión además de multa sin cantidad específica). |
| 197.º    | Sanciones por tentativa          | Cuando produce lesiones en la o el gestante: |
| 197.º    | Sanciones por tentativa          | I 3 a 6 meses de prisión o multa de 200 a 400 días cuando tarden en sanar quince días o menos, pero sin poner en peligro la vida. |
| 197.º    | Sanciones por tentativa          | II 6 meses a 2 años de prisión y multa (sin especificar la cantidad) cuando tarden en sanar más de quince días y menos de sesenta, pero sin poner en peligro la vida. |
| 197.º    | Sanciones por tentativa          | III 1 a 3 años de prisión y multa (sin especificar la cantidad) cuando tarden en sanar sesenta días o más tiempo, pero sin poner en peligro la vida. |
| 197.º    | Sanciones por tentativa          | IV 3 a 4 años de prisión y multa (sin especificar la cantidad) cuando ocasionen disminución o entorpecimiento permanentes de la facultad o el funcionamiento de algún órgano o miembro (se reduce a 6 meses a 2 años de prisión o 5 meses a 1 de trabajo en la comunidad o libertad supervisada y multa de 200 a 400 días; cuando no causen dolor, no son perceptibles y son apenas significativas para las funciones orgánicas o corporales). |
| 197.º    | Sanciones por tentativa          | V 3 a 8 años de prisión y multa (sin especificar la cantidad) cuando pongan en peligro la vida. |
| 197.º    | Sanciones por tentativa          | VI 4 a 9 años de prisión y multa (sin especificar la cantidad) si provocan la muerte o la pérdida de la facultad o función de algún órgano o miembro que pueda o no sustituirse. |
| 197.º    | Sanciones por tentativa          | VII 5 a 12 años de prisión y multa (sin especificar la cantidad) cuando ocasionen parálisis permanente de cualquier extremidad, paraplejia permanente de por lo menos una tercera parte del cuerpo, una enfermedad incurable o alguna deformidad grave y permanente. |
| 198.º    | Sanciones por aborto específico. | Suspensión profesional además de las mismas sanciones de cárcel correspondientes (personal de medicina, enfermería o matronería). Por aborto consentido después del límite legal (sanciones inválidas por sentencia AI 148/2017 de la SCJN) o por aborto forzado. 2 a 6 años cuando es autor principal, 6 meses a 2 años cuando solo auxilia al autor principal. |
| 136.º    | Causales del aborto legal        | No punibilidad (concepto inválido por sentencia AI 148/2017 de la SCJN) en: I violación y fecundación asistida indebida, II daño a la salud, III alteración al producto, IV imprudencial. |
| 136.º    | Causales del aborto legal        | En las fracciones I, II y III el personal de los servicios de salud debe brindar a la o al paciente información objetiva, oportuna, suficiente y veraz sobre las consecuencias, efectos, procedimientos y riesgos; así como de las alternativas y apoyos existentes, para que la o el gestante pueda tomar una decisión de manera informada, libre y responsable. Así mismo, en la fracción I se pone como límite las primeras 12 semanas de gestación (inválido por sentencias AR 438/2020 y AI 148/2017 de la SCJN.) pero se reconoce demanera implicita la NOM-046-SSA2-2005. Igualmente en las fracciones II y III se necesita el juicio de dos profesionales de la medicina. |

## Datos

### Estadísticas
Hasta la fecha y al igual que las otras entidades, a excepción de la CDMX, tanto la secretaría de salud como los servicios de salud del estado (SSC) aún no pública, de manera accesible y constante, información sobre el número de procedimientos (totales, por año o por unidad de atención), sobre las usuarias o los usuarios (procedencia, edad, nivel educativo, estado civil, ocupación, número de hijos o semanas de gestación) o sobre el tipo de procedimiento.
Únicamente, por datos obtenidos mediante solicitudes de transparencia elaboradas por el Grupo de Información en Reproducción Elegida, se sabe que hasta enero de 2023 sólo se han realizado 927 procedimientos.

### Unidades, procedimientos y requisitos
Hasta la fecha y al igual que las otras entidades, a excepción de la CDMX, tanto la secretaría de salud como los servicios de salud del estado (SSC) aún no ha facilitado la información sobre procedimientos, requisitos o unidades de atención.
Según el Directorio de Servicios de Aborto Seguro, programa federal a cargo del Centro Nacional de Equidad de Género y Salud Reproductiva (CNEGSR), así como el programa de Salud Sexual y Reproductiva del SSC, existen 7 unidades (hospitales o clínicas) pertenecientes al sistema de salud local para atender los casos, los cuales son:
- Hospital General Saltillo, ubicado en la colonia Nuevo Centro Metropolitano de la ciudad de Saltillo.
- Centro de Salud Urbano Morelos, ubicado en la colonia Ampliación Morelos de la ciudad de Saltillo.
- Hospital Integral Francisco I. Madero, ubicado en la colonia Madero de la ciudad de Francisco I. Madero.
- Hospital General "Amparo Pape", ubicado en la colonia Miravalle de la ciudad de Monclova.
- Hospital General "Dr. Salvador Chavarría Sánchez", ubicado en la colonia Nueva Creación de la ciudad de Piedras Negras.
- Centro de Salud con Hospital Sabinas, en la colonia Flores Magón de la ciudad de Sabinas.
- Centro de Salud Urbano Abastos, ubicado en la colonia Abastos de la ciudad de Torreón.

Y 3 unidades (hospitales o clínicas) del ISSSTE, los cuales son:
- Hospital General ISSSTE Saltillo, ubicado en la colonia Nuevo Centro Metropolitano de la ciudad de Saltillo.
- Clínica Médico Familiar Saltillo, ubicado en la colonia Zona Centro de la ciudad de Saltillo.
- Clínica Médico Familiar Ciudad Acuña, ubicado en la colonia Centro de la ciudad de Ciudad Acuña.

También se han instalado otras clínicas privadas en las principales ciudades de la entidad.
Como indica la guía federal del Lineamiento Técnico para la atención del Aborto Seguro en México (siguiendo los estándares de la Organización Mundial de la Salud), en la actualidad, el legrado uterino instrumental se considera obsoleto, nocivo y está totalmente desaconsejado. En su lugar, los protocolos federales sugieren dos abordajes para interrumpir embarazos de manera segura y de calidad, siempre y cuando se realicen bajo las condiciones médicas correctas y en un contexto de legalidad:
- Aborto farmacológico, con el uso de mifepristona y misoprostol por diferentes vías (vestibular, vaginal o sublingual) ya sea combinado (ambas sustancias) o de manera individual (misoprostol únicamente). Ambos medicamentos provocan dilatación del cérvix y contracciones uterinas que contribuyen a la expulsión de su contenido. La dosis y vía de administración del tratamiento depende de las semanas de gestación o del antecedente de cirugías uterinas previas. Se considera no invasivo por lo que no necesita de un antibiótico profiláctico (previo a la intervención). En el régimen combinado (comparado con el individual) el tiempo para la resolución del aborto es menor (en horas o días) y suele haber menos molestias posteriores. Su éxito terapéutico podría disminuir conforme aumenta la edad gestacional. Antes de la semana 10, el procedimiento puede realizarse total o parcialmente autogestionado y con una asesoría o vigilancia mínima (ya sea por prestador/a de servicios de salud o por colectiva de acompañamiento). En cambio, entre la semana 10 y 12 se requiere mayor seguimiento y vigilancia por el personal especializado. Está contraindicado en presencia de inestabilidad hemodinámica y sepsis.
- Aborto quirúrgico, a través de la succión del producto con la ayuda de instrumentación médica de operación manual o eléctrica (como cánulas, tubos o bombas). Sí precisa de antibiótico profiláctico (previo a la intervención), así como de bloqueo paracervical y analgésicos. Las molestias posteriores serían mínimas y la resolución del aborto es inmediata. También es conocido como aspiración endouterina y es la primera elección cuando hay presencia de inestabilidad hemodinámica y sepsis.

Al tratarse de procedimientos médicos, se tiene la posibilidad de presentar pequeñas molestias que pueden controlarse satisfactoriamente si se toman las medidas preventivas y se sigue fielmente las recomendaciones del personal especializado. Estas pueden ser dolor cólico y sangrado transvaginal, ligeramente mayor a lo experimentado en una menstruación. La intensidad de lo anterior disminuirá de manera progresiva, aunque podría continuar en menor cantidad y de manera esporádica durante las primeras 4 a 6 semanas. También se puede experimentar algo de fiebre en las primeras 24 horas, la cual cederá con la ingesta de antipiréticos. Así mismo, para evitar el riesgo de infección, se deberán tomar medidas de higiene vaginal y no se recomienda tener relaciones sexuales en un periodo aproximado de dos semanas.
Igualmente, existe una pequeña posibilidad, y bastante infrecuente, de experimentar algunos riesgos. De esta manera, la o el paciente deberá buscar atención médica inmediata ante los siguientes datos de alarma: ausencia de sangrado o cantidad mínima de este (sobre todo entre las primeras 4 a 6 horas posteriores ya que puede indicar fallo en el procedimiento o un embarazo ectópico), un sangrado persistente y progresivo (que empape más de dos toallas higiénicas por hora durante dos horas consecutivas), secreción fétida, debilidad, mareo, reacciones alérgicas a algún medicamento (como exantemas o edemas faciales o bucales), así como fiebre o malestar general después de las primeras 24 horas.
En el primer trimestre, los procedimientos siempre deberían ser ambulatorios, por lo que pueden realizarse en cualquier unidad de primer nivel (centros de salud o clínicas familiares). En el segundo trimestre se requeriría de atención intrahospitalaria, por lo que pueden realizarse en cualquier unidad de segundo nivel (hospitales generales o regionales).
Así mismo, el Lineamiento Técnico para la atención del Aborto Seguro en México hace hincapié en dos leyes federales fundamentales: la NOM-046-SSA2-2005 y la Ley General de Víctimas (LGV). Estas dos últimas normatividades señalan que para acceder a la Interrupción Voluntaria del Embarazo (en caso de violación) no se necesita presentar denuncia previa ante el Ministerio Público o contar con la autorización de éste. Debido al principio de buena fe, el único requisito es una solicitud por escrito bajo protesta de decir la verdad, en la que se manifiesta que dicho embarazo es producto de una violación. El personal de los servicios de salud no está obligado a verificar el dicho de las y los solicitantes. Las personas menores de 12 años requieren autorización de madre, padre, tutor o representante legal. En cambio, las y los menores de edad, pero mayores de 12 años ya no necesitan de aquel permiso (pueden tomar la decisión de manera autónoma). Finalmente, ni la LGV ni la NOM-046-SSA2-2005 establecen límites gestacionales para hacer valer el derecho al aborto cuando existe una agresión sexual. La misma SCJN ha emitido sentencias que validan todo lo anterior (amparos en revisión AR-601/2017, AR-1170/2017, AR-438/2020 y AR-438/2020; controversias constitucionales CC 53/2016 y CC 45/2016).
Finalmente y posterior a la consejería, las y los pacientes tendrían que llenar y firmar formatos sobre el consentimiento informado pues representa el principal instrumento jurídico y ético para que la persona sea dueña efectiva de sus decisiones, como corresponde a su dignidad y autonomía. A través de este documento, las personas usuarias del servicio otorgarán o no su autorización para cada uno de los procedimientos (como la modalidad de abordaje o el método anticonceptivo posterior), las posibles alternativas o los probables riesgos. Así mismo, las y los pacientes tienen el derecho y facultad de poder revocarlo si así lo quieren. En caso de personas con discapacidad transitoria o permanente, el consentimiento informado debería ser suscrito por el familiar más cercano o el tutor / representante legal. En casos extremos, cuando no exista acompañante y la persona usuaria cuenta con una discapacidad, el personal médico (previa valoración y con el acuerdo de por lo menos dos profesionales) podrían otorgar el consentimiento informado.